# Jaroslav Burgr
Jaroslav Burgr (ur. 7 marca 1906 w Velkim Přítočnie – zm. 15 września 1986), czechosłowacki piłkarz, uczestnik MŚ 1934 oraz MŚ 1938.
Grał na pozycji prawego obrońcy. W reprezentacji czechosłowackiej zagrał w 57 meczach, zdobywając w 1934 wicemistrzostwo świata. Na mistrzostwach w 1938 pełnił funkcję kapitana w meczu z Brazylią. Był zawodnikiem SK Kročehlavy, praskiej Sparty i SK Most.